# Szklarska Poręba Górna (stacja kolejowa)
Szklarska Poręba Górna – stacja kolejowa w Szklarskiej Porębie, w powiecie karkonoskim, w województwie dolnośląskim. Według klasyfikacji PKP ma kategorię dworca turystycznego. Stacja została otwarta 25 czerwca 1902 roku.

## Ruch pasażerski
| Rok  | Wymiana pasażerska na dobę |
| ---- | -------------------------- |
| 2017 | 1 100                      |
| 2022 | 1 400                      |

## Przewoźnicy
Stację obsługują połączenia następujących przewoźników:
- České dráhy
- PKP Intercity
- Koleje Dolnośląskie
- Polregio